# George Shapiro
George Shapiro (født 18. maj 1931, død 26. maj 2022) var en Emmy- og Golden Globe-vindende amerikansk talentmanager og tv-producent, der bl.a. var en af hovedmændene bag den succesfulde amerikanske komedieserie Seinfeld.

## Karriere
George Shapiro er måske mest kendt for at have været manager for komikeren og performancekunstneren Andy Kaufman, som han i løbet af dennes karriere forsøgte at holde på rette kurs. Det var bl.a. Shapiro der i 1978 forhandlede Kaufmans rolle som chaufføren Latka i den Emmy-belønnede komedieserie Taxi på ABC (senere på NBC). Det var også Shapiro, der producerede Kaufmans legendariske show i Carnegie Hall. Shapiro dannede sammen med vennen Howard West firmaet Shapiro/West Productions, der senere i slutfirserne stod bag den Emmy-, Peabody- og Golden Globe-vindende komedieserie Seinfeld. Stjernen i denne serie, Jerry Seinfeld, var Shapiro også manager. I 1999 producerede Shapiro sammen med Howard West filmen Man on the Moon, instrueret af Milos Forman, om vennen og klienten Andy Kaufman. Foruden selv at have en lille birolle i filmen, blev George Shapiro portrætteret af Danny DeVito.